# Unterwasserfotografie

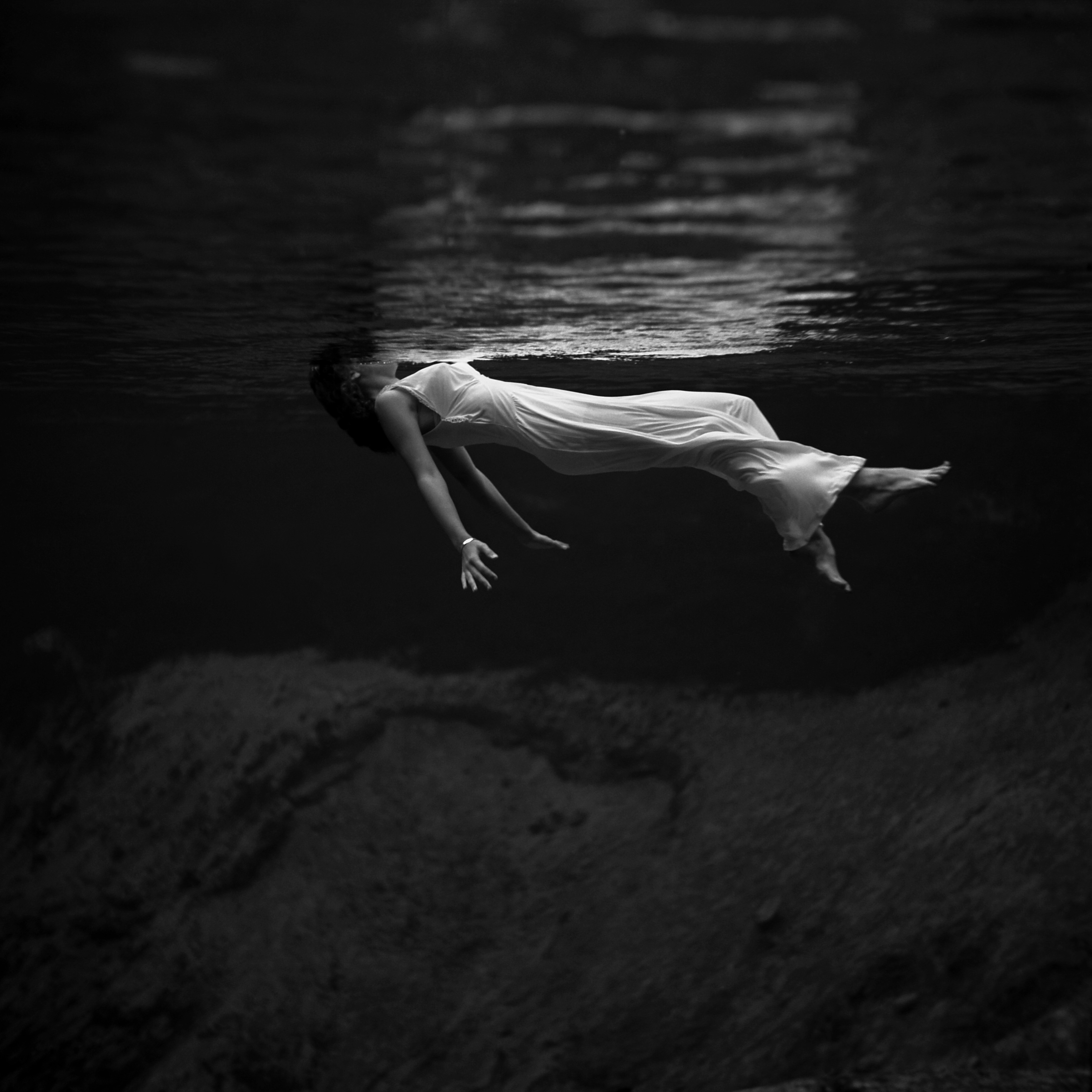
Künstlerische Unterwasserfotografie, Weeki Wachee Springs, Florida, Fotografie von Toni Frissell für Harper’s Bazaar, 1947

Unterwasserfotografie ist das Fotografieren unter Wasser beim Tauchen, Schnorcheln oder Schwimmen. Sie wird für wissenschaftliche Zwecke, beispielsweise im Bereich der Unterwasserarchäologie, aber auch im Fotojournalismus, der künstlerischen Fotografie oder der Amateurfotografie angesprochen.

## Geschichte und Technik

### Pioniere

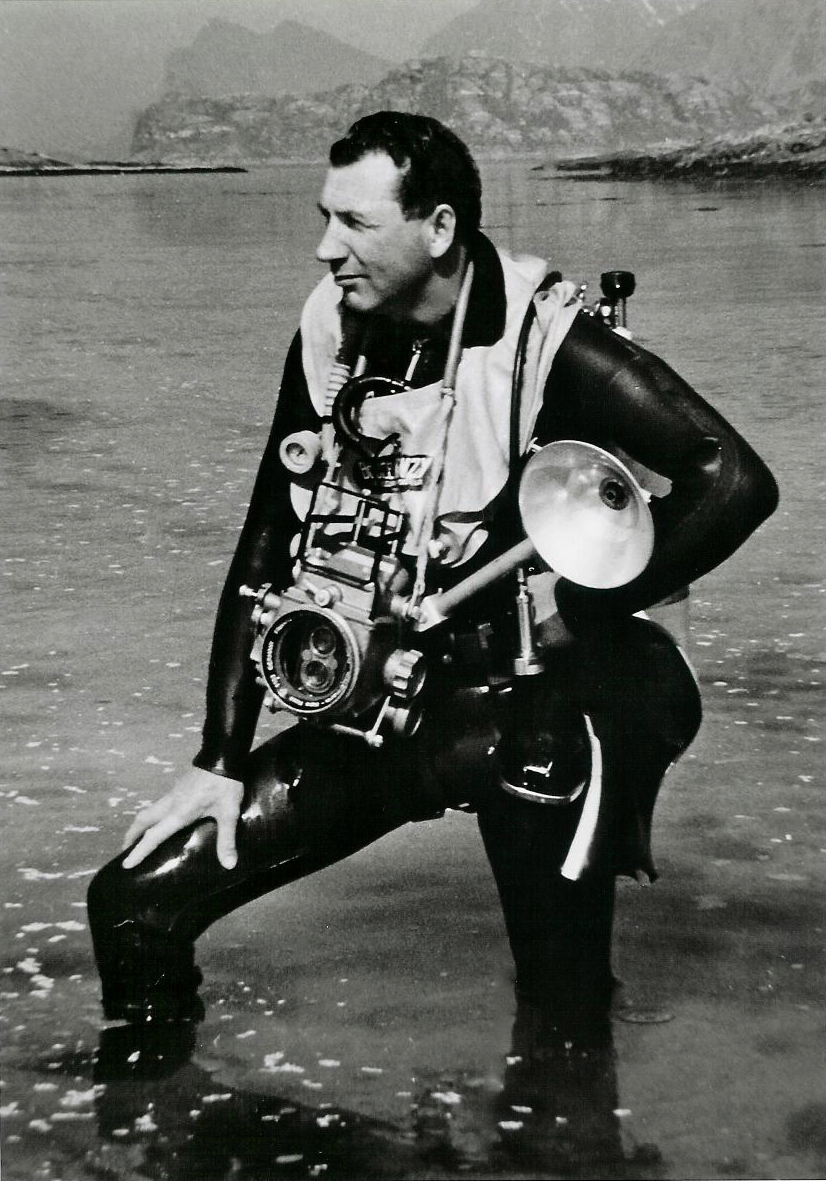
Der norwegische Tauchpionier Odd Henrik Johnsen mit Unterwasserkamera (1960)

Im Jahr 1856 nahm der Brite William Thompson die weltweit ersten nachweisbaren Unterwasser-Fotografien auf. Der Franzose Louis Boutan erstellte 1893 zusammen mit dem Mechaniker Joseph David in der Bucht Banyuls-sur-Mer Unterwasserfotos, durch die er als eigentlicher Begründer der Unterwasserfotografie gilt. Nach ihm wurde auch der bedeutendste Deutsche UW-Fotowettbewerb „Kamera Louis Boutan“ – vom Verband Deutscher Sporttaucher veranstaltet – benannt.
Ab 1908 fotografierte Francis Ward erstmals Unterwassermotive wie Hechte, Fischotter, Frösche, tauchende Wasservögel in Farbe mit Autochromplatten. 1915 drehte John Ernest Williamson den ersten Unterwasserfilm. 1923 entwickelten William Harding Longley und Charles Martin ein Verfahren mit künstlichem Licht über einen Magnesiumblitz, um Fische tropischer Korallenriffe in Farbe aufzunehmen.

### Moderne
Der Österreicher Hans Hass, der als Begründer der modernen Unterwasserfotografie gilt, veröffentlichte 1939 das erste Buch über Unterwasserfotografie. Zehn Jahre später entwickelte die deutsche Firma Franke & Heidecke das Rolleimarin, ein Unterwassergehäuse für die zweiäugige Mittelformat-Spiegelreflexkamera Rolleiflex. 1957 konstruierten Jean De Wouters und Jacques-Yves Cousteau die Calypso-Phot, benannt nach dem Forschungsschiff Calypso, eine Kleinbild-Unterwasserkamera, die ab 1963 in Lizenz von Nikon unter der Produktbezeichnung Nikonos vermarktet wurde. Diese Kamera wurde in verschiedenen Ausführungen, teils in Spiegelreflextechnik bis 2001 als Nikonos V (KB-Kamera) bzw. Nikonos RS (SLR) weiterentwickelt. Seit etwa 1990 gab es für verschiedene Spiegelreflex- und Kleinbildkameras Unterwasser-Gehäuse; Spezialanbieter wie Sea & Sea fertigen Komplettsysteme aus Digitalkamera und Unterwassergehäuse. Mit dem Boom der Digitalkameras wurden für viele gängige Modelle Gehäuse für die Unterwasserfotografie verfügbar.

## Anliegen

### Herausforderungen

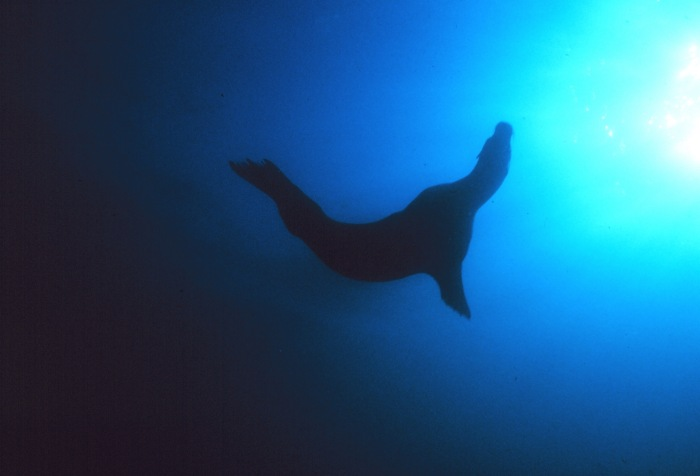
Unterwasserfotografie eines Kalifornischen Seelöwen

Die Unterwasserfotografie stellt, verglichen mit der Fotografie über Wasser, besondere Herausforderungen an den Fotografen und seine Ausrüstung:
Die fotografische Aufnahme erfolgt nicht in dem Medium, für das die Fotoausrüstung und der Film – bzw. bei Digitalkameras der CCD- oder CMOS-Sensor – konzipiert ist, sondern im Wasser. Wasser hat gegenüber Luft einen höheren Brechungsindex (1,33) und einen niedrigeren als die Frontscheibe des Unterwassergehäuses aus Glas (1,45–2,14) oder Polycarbonat (1,585). Dies führt dazu, dass alle Objekte hinter planarem Glas oder Kunststoffscheiben etwas größer abgebildet werden und näher erscheinen, als sie es in Wirklichkeit sind. Diese scheinbare Brennweitenverlängerung unter Wasser kann durch speziell für das verwendete Objektiv berechnete „Domeports“ (auch „Domeglas“) verhindert werden. Darüber hinaus filtert Wasser in Abhängigkeit von der Tauchtiefe bestimmte Wellenlängen des Lichts stärker als Luft, was auf Unterwasser-Fotografien zu einem Grün- oder Blaustich führen kann.
Schwebstoffe im Wasser schränken die Transparenz des Wassers im Vergleich zu Luft deutlich ein. Sehr gute Bedingungen unter Wasser erlauben Sichtweiten von 30 bis 40 Meter, nur in extrem seltenen Ausnahmen – wie Quellen – bis zu maximal 100 Meter, gewöhnlich sind in vielen Meeresgewässern 15 bis 30 Meter. Aus fotografischer Sicht schlechte Transparenz des Wassers bedeutet Sichtweiten von weniger als zehn Metern bis hin zu wenigen Zentimetern (Nullsicht).
Einen weiteren, großen Anspruch an den Unterwasser-Fotografen stellen oft auch die Motive dar: Fische oder Meeressäugetiere sind nahezu immer in Bewegung und daher schwer im Bild zu positionieren und zu fokussieren. Doch auch Strömung kann erschweren, die Kamera im erforderlichen Maß still zu halten.

### Objekte
Die Objekte und Gestaltungsmöglichkeiten sind äußerst vielschichtig:
- Fische, Krustentiere, Säugetiere und Pflanzen in unterschiedlichen Wassertiefen, sowie Lichtverhältnissen,
- maritime Lebewesen in einem Ozeaneum,
- Korallenriffe,
- Schiffswracks,
- künstlerische Interpretation.

## Absorption des Farbspektrums

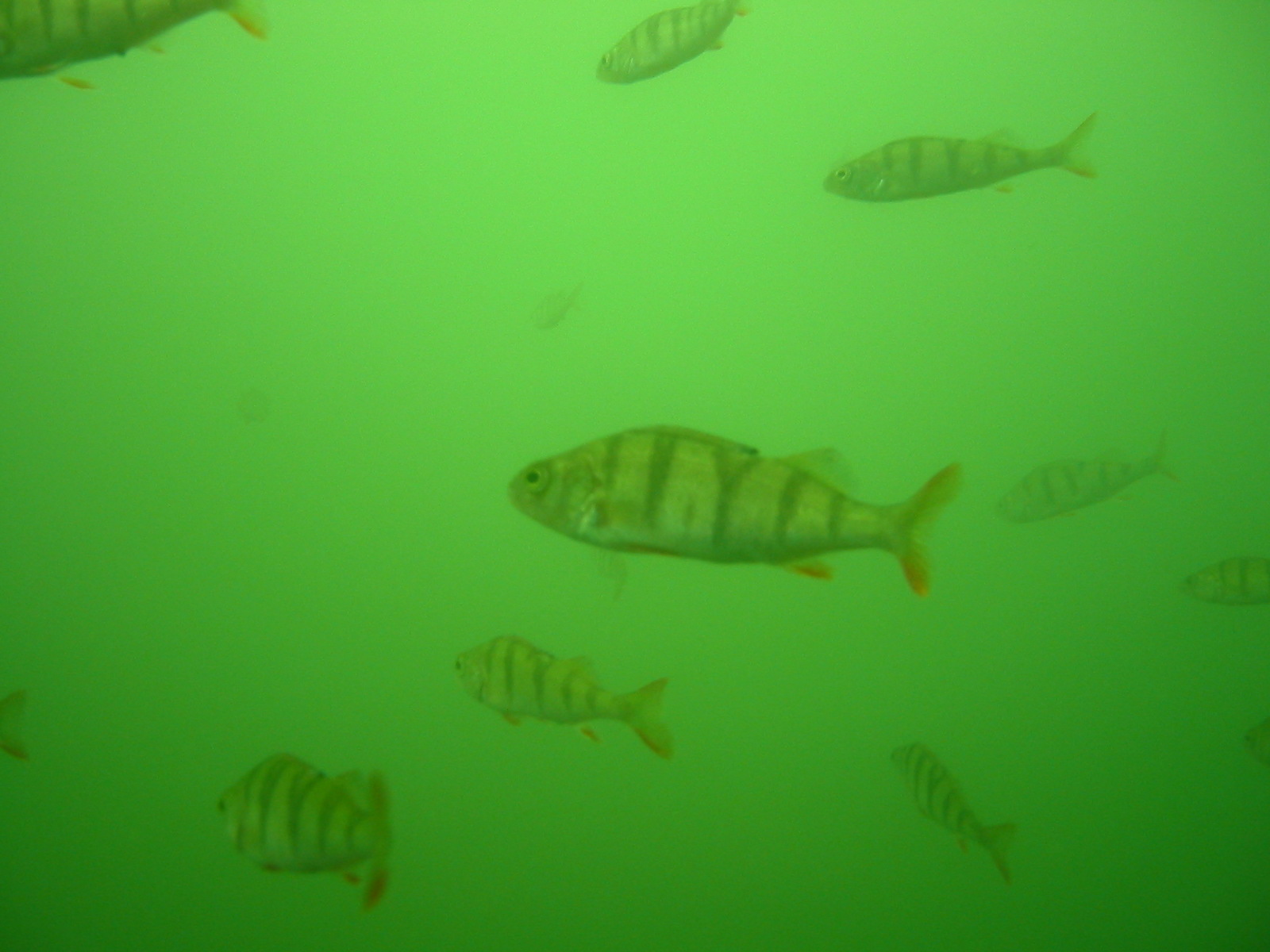
Flussbarsche bei Grünstich

Schematische Darstellung der Farbabsorption in Wasser

Die Absorption des elektromagnetischen Wellenspektrums in Wasser ist im Blauen am geringsten und nimmt in Richtung Infrarotbereich zu, was Rotanteile bereits ab einem Meter Tauchtiefe stark dämpft und auf dem Foto einen Grünstich bewirkt. Ab einer Tiefe von etwa 5 Metern ist bereits das orange Licht weitgehend ausgefiltert.
Dieser Vorgang wird in der Fachsprache als „Extinktion“ (dt. ‚Auslöschung‘ oder ‚Abschwächung‘) bezeichnet.
Ab etwa 10 Metern Tauchtiefe ist der Gelbanteil, ab etwa 20 Metern auch noch der Grünanteil ausgefiltert. Danach verbleiben nur noch die Blauanteile um 400 nm Wellenlänge, was eine so genannte Verblauung bzw. einen Blaustich des Fotos bewirkt. Ab 30 Meter Tauchtiefe lässt dann auch das blaue Licht sichtbar nach.

## Ausrüstung

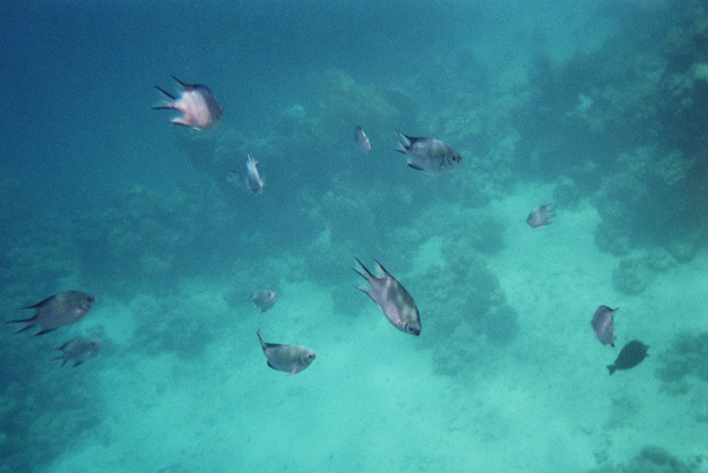
Mit einer Einwegkamera sind Schnappschüsse wie dieser möglich

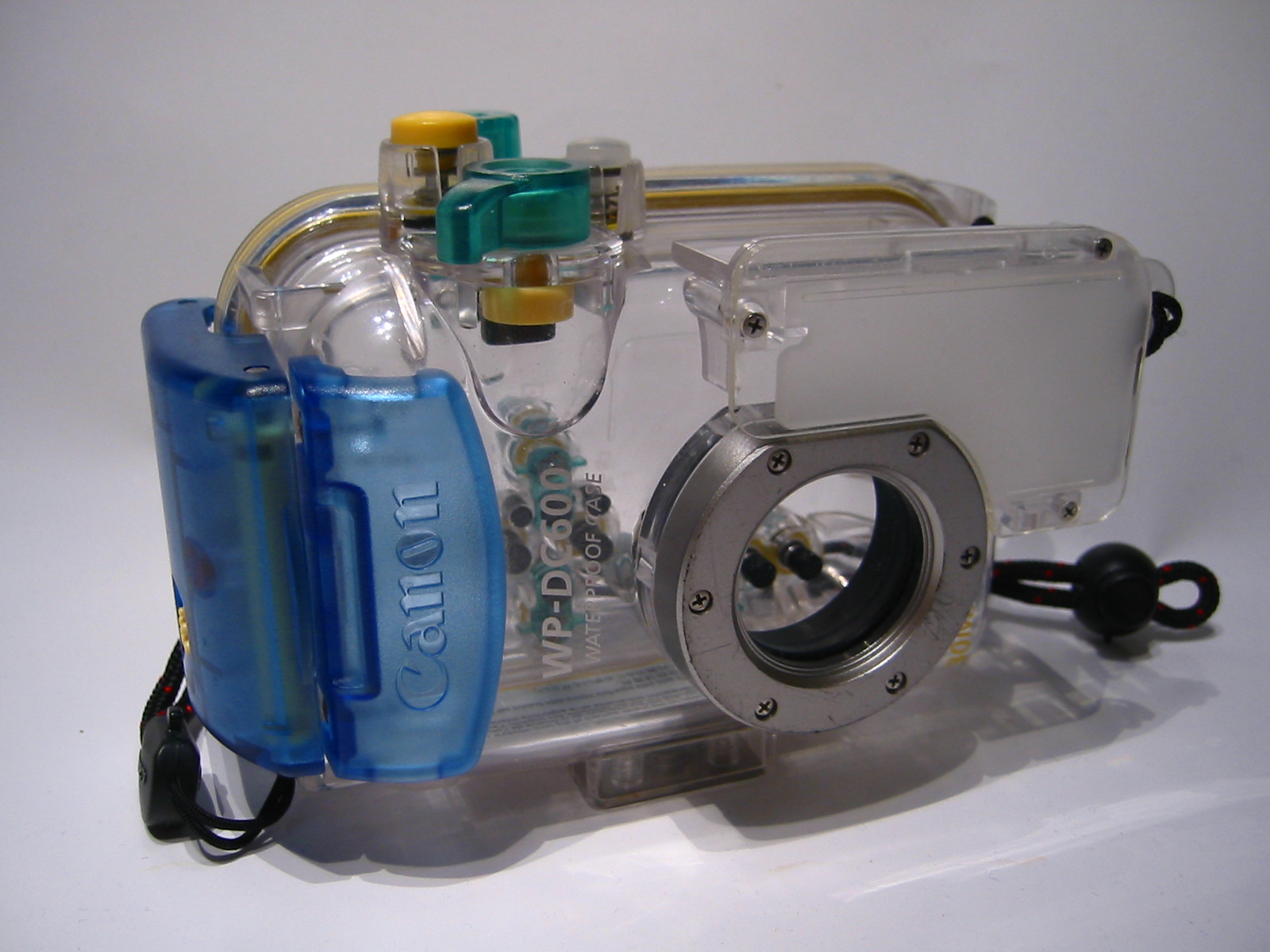
Festes Unterwassergehäuse für eine Digitalkamera

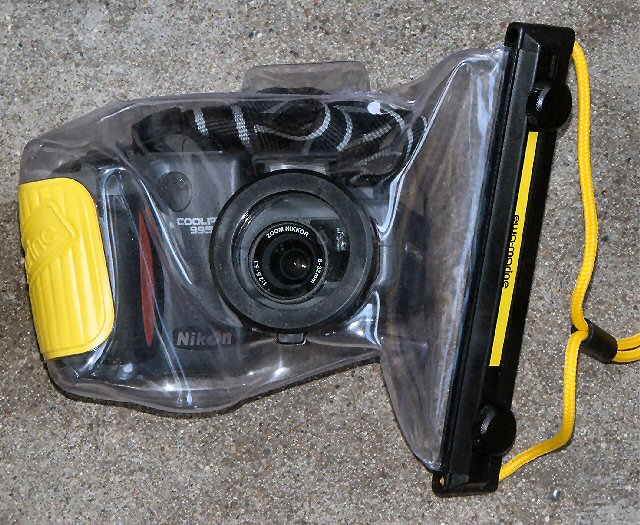
Digitalkamera mit flexiblem Unterwasser-Schutzbeutel

### Einweg-Unterwasserkameras
Der Einstieg in die Unterwasserfotografie ist für den schnorchelnden Fotoamateur unproblematisch und preiswert. Für Anfänger und zum ersten Experimentieren gibt es unterwassertaugliche Einwegkameras, die teilweise bis etwa 15 Meter Tauchtiefe verwendet werden können.

### Unterwasser-Digitalkameras
Es gibt einige Kompaktkamera-Modelle, welche ohne zusätzliche Gehäuse für Unterwasseraufnahmen geeignet sind. Aktuelle Modelle sind meist für eine maximale Tauchtiefe von 10 bis 30 Meter geeignet.

### Unterwasser-Gehäuse
Für viele gängige Fotoapparate oder Action-Cams werden von Zubehöranbietern spezielle Unterwassergehäuse angeboten. Die einfachen und preiswerten Modelle kosten um 150 Euro und sind geeignet für Tauchtiefen bis etwa 10 Meter. Aufgrund ihrer Tauchausbildung dürfen viele Sporttaucher in Tiefen von 18 bis 20 m tauchen und sollten darauf achten, dass die einfachen Unterwassergehäuse dann nur noch eingeschränkt geeignet sind. Zudem ist bei größeren Tiefen auch mit Blitzlicht zu arbeiten.
Die einfachen Unterwassergehäuse bestehen aus einer hochfesten und flexiblen Folie – also einer besseren Plastiktüte –, die mit einem einfachen Klemmverschluss abgedichtet wird. Das Prinzip ist simpel und funktioniert so lange zuverlässig, bis der Wasserdruck das Gehäuse so stark komprimiert, dass die Bedienelemente des Fotoapparats blockiert werden.
Für Digitalkameras gibt es Unterwassergehäuse, die für jeweils spezielle Modelle produziert werden.
Für höherwertige Fotoausrüstungen (Spiegelreflexkameras mit aufgesetztem Elektronenblitzgerät) gibt es ausgefeiltere Unterwassergehäuse, die allerdings auch deutlich teurer sind und, abhängig vom Modell, zwischen 400 und über 2000 Euro kosten. Mit solchen Ausrüstungen können theoretisch Tauchtiefen zwischen 50 und 80 Metern erreicht werden, allerdings sind diese Produkte nicht mehr im normalen Fotoeinzelhandel erhältlich, sondern müssen meist über Spezialversender oder auf Messen bestellt werden.
Bis zu einer Tiefe von 40 Metern, einer maximalen Tiefengrenze vieler Tauchorganisationen für Sporttaucher, kann praktisch in allen erreichbaren Unterwasser-Regionen fotografiert werden.
Exemplarische Orientierung für maximale Tauchtiefen mit einfachen Unterwassergehäusen (bezogen auf die handelsüblichen Produkte von Ewa-Marine aus Spezialfolie; für die Produkte anderer Hersteller können andere Maximalgrenzen gelten):
- Video-Gehäuse: bis max. 10 Meter
- Compact-Gehäuse: bis max. 10 Meter
- Gehäuse für manuelle Spiegelreflexkameras: max. 15 Meter
- Gehäuse für AF-Spiegelreflexkameras: max. 20–50 Meter (modellabhängig)

Die Unterwassergehäuse werden bei Überschreitung der maximalen Tiefen nicht unbedingt undicht. Aufgrund des zunehmenden Wasserdrucks bei größerer Tauchtiefe wird jedoch die Bedienung beeinträchtigt, da die Spezialfolie immer enger an den Fotoapparat gepresst wird. Für Tauchtiefen über 15 Meter sollte man starre, d. h. druckdichte Unterwassergehäuse bevorzugen.
Unterwasserkameras mit Sucher erschweren die Bildgestaltung, da der direkte Blick durch den Sucher wegen der Tauchmaske eingeschränkt ist. Das Anbringen eines Sportsuchers oder eines High-Eyepoint-Suchers kann dieses Problem beheben.
Digitalkameras mit LCD-Monitoren erleichtern in der Unterwasser-Fotografie die Gestaltung der Aufnahme und ermöglichen daneben die sofortige Bildkontrolle. Bei Kameras mit Sucher und LCD, die bei einem Objekt vorm Sucher (eigentlich Augen, hier jedoch die Gehäuseinnenseite) automatisch das LCD zugunsten des Suchers ausschalten, muss diese Funktion deaktiviert werden. Im Vergleich zur analogen Aufnahmetechnik erhöht sich durch den Einsatz von Digitalkameras, je nach Kapazität der verwendeten Speicherkarte, die Anzahl der möglichen Aufnahmen. Die digitalen Daten eröffnen die Möglichkeit der späteren Nachbearbeitung. Ähnliches gilt für Digitalcamcorder mit ihren großformatigen Flachbildschirmen als Suchern, die zunehmend auch hochwertige Fotofunktionen besitzen.

### Spezielle Unterwasser-Kameras

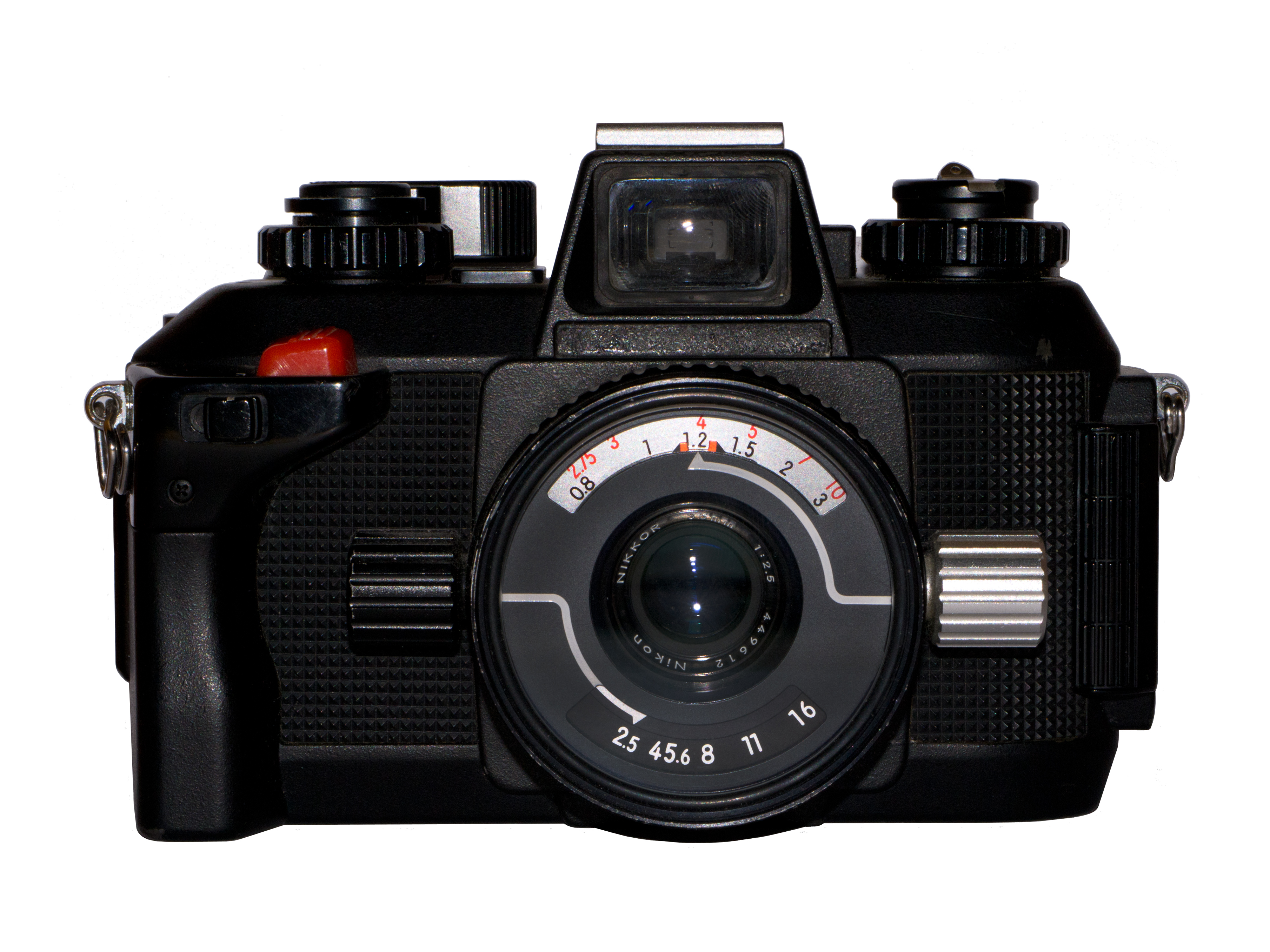
Nikon Nikonos IVa

Die Fotowirtschaft bietet eine begrenzte Auswahl an langjährig bewährten, speziellen Allwetter- oder Unterwasserkameras an, die in der Regel bis zu einer Tauchtiefe von 50 Metern genutzt werden können.

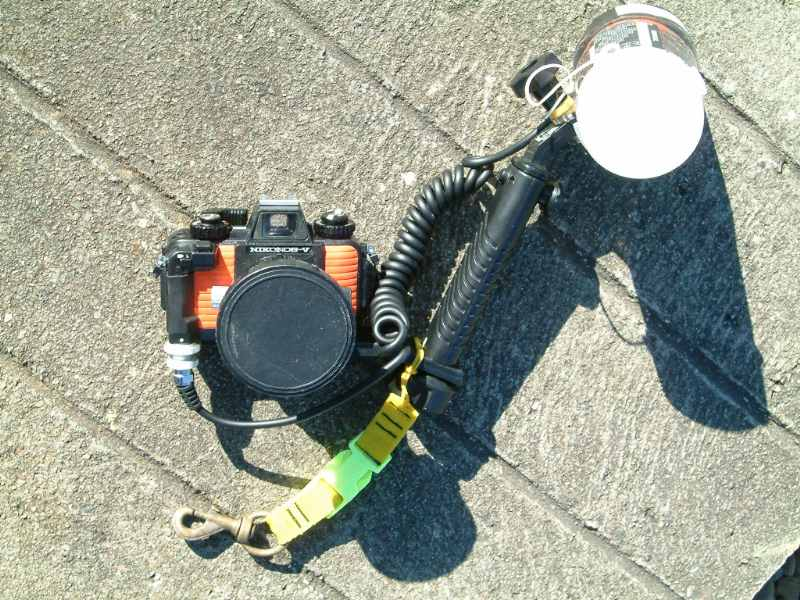
Unterwasserkamera

In der digitalen Unterwasserfotografie verbreiten sich in zunehmendem Maße wasserdichte Geräte, sogenannte Outdoor- oder Amphibienkameras. Bei diesen Geräten sind die Akku- und Speicherkartenfächer mit einer Gummilippe abgedichtet, was einen Einsatz bis zu einer Tiefe von bis zu 30 Metern, je nach Gerät, erlaubt.
Beliebte Vertreter sind hier die Nikon Coolpix W300 oder die Olympus Tough TG-4.
In vielen Fällen können diese Geräte zusätzlich mit einem Gehäuse ausgestattet werden, um die maximale Tauchtiefe zu erhöhen oder optionales Zubehör wie Unterwasserobjektive und Griffe anzubringen.

### Künstliche Lichtquelle
Aufgrund der Absorption des Lichts und der langwelligen Anteile des elektromagnetischen Wellenspektrums, d. h. der roten Farbanteile, tritt ab etwa drei Meter Wassertiefe ein zunehmender Blaustich auf – bei gleichzeitiger Verringerung des Kontrastes. Theoretisch könnte man dem mit Filtern entgegenwirken; da die Lichtstärke unter Wasser jedoch auch zurückgeht, wird der zusätzliche Lichtverlust in Höhe etwa einer Blendenstufe durch entsprechend starke Rotfilter wie „KR3“ in der Regel unerwünscht sein.
Abhilfe schafft eine künstliche Lichtquelle. Dies kann ein in die Kamera eingebautes Blitzgerät sein. Im Nahbereich kann es aufgrund der Bauweise einiger Unterwassergehäuse zu Abschattungen unterhalb des Objektivs kommen. Hier helfen Diffusoren, die das Licht streuen und den gesamten Bildbereich vor der Kamera ausleuchten.
Für optimale Ergebnisse werden in der professionellen Unterwasserfotografie externe Blitze eingesetzt, die manuell über das TTL-System angesteuert werden. Doch auch spezielle Unterwasser-Videolampen erfahren zunehmend an Verbreitung. Dank der aktuellen LED-Technik sind hier gleichbleibende Farbtemperaturen und sehr Breite Leuchtwinkel von bis zu 130° möglich.
In einigen Fällen kommen auch akkubetriebene Videoleuchte, notfalls auch Halogenlampen zum Einsatz, die auch unabhängig vom Fotoapparat bewegt werden können. Unterwasserlampen gehören meist ohnehin zur Taucherausrüstung und können notfalls als Ersatz-Lichtquelle herangezogen werden. Allerdings kann bei der Verwendung von Taucherlampen ein mehr oder weniger sichtbarer Lichtkegel in der Aufnahme zu sehen sein. Auch die Lichtfarbe unterschiedlicher Tauchlampen kann sich negativ auf die Optik des späteren Fotos auswirken.

Vergleich der Wirkung der Absorption des Wassers als Farbfilter
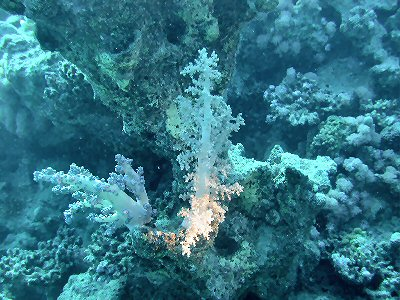
Unkorrigiertes Bild mit einer Farbtemperatur von etwa 6000 K
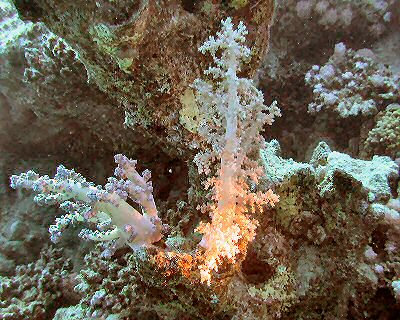
Korrigiertes Bild mit einer Farbtemperatur von etwa 4200 K

Eine Alternative bei Kleinbildkameras ist die Verwendung spezieller Unterwasserfilme, die stärker für die Rotanteile sensibilisiert, also nicht orthochromatisch beziehungsweise panchromatisch eingestellt sind. Bei höherwertigen, individuell konfigurierbaren Digitalkameras kann man auch versuchen, durch Modifizieren des Weißabgleichs eine Verblauung zu verhindern, beispielsweise durch Weißabgleich unter Wasser auf einen weißen Bootskiel. Bei der Kombination eines benutzerdefinierten Weißabgleichs mit einem Elektronenblitzgerät können dann allerdings wieder Farbverschiebungen auftreten.

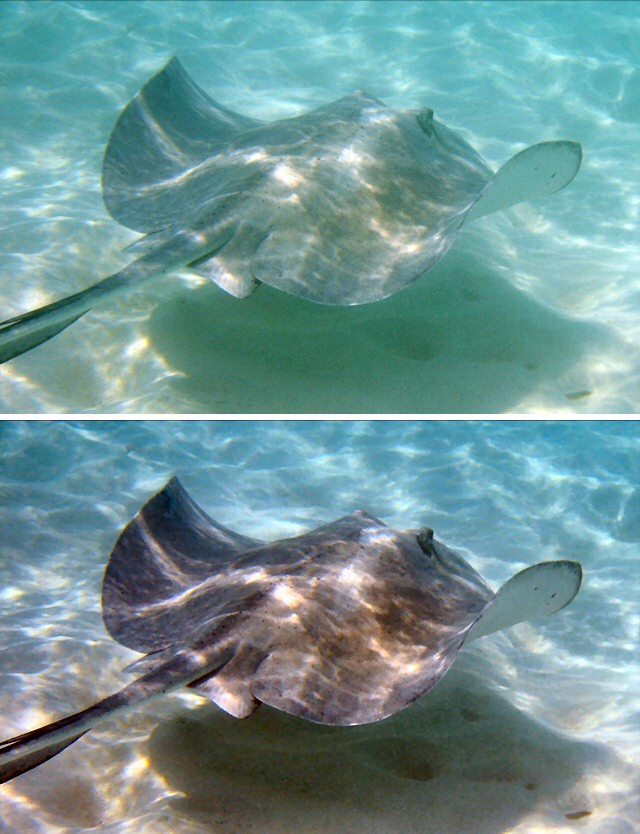
Digitale Nachbearbeitung eines Rochens (Fotograf: Sam Pullara)

Eine weitere Möglichkeit bei Digitalkameras ist, die Fotos im RAW-Format abzuspeichern und den Weißabgleich später mit Hilfe geeigneter Software durchzuführen. Auf diese Weise kann man – solange die Helligkeit generell zum Fotografieren ausreicht – auf künstliche Beleuchtung verzichten.

### Objektiv und Brennweite
Für Anfänger in der Unterwasserfotografie wird meist zu einem mittleren Weitwinkelobjektiv (etwa 35 mm Brennweite bei Kleinbild) geraten, da dies über eine relativ hohe Schärfentiefe bei gleichzeitig noch geringer Verzerrung verfügt. Die Aufnahmeentfernungen zum Motiv sollten zwischen 0,5 und 2 Metern liegen.
Verzeichnungen und vor allem Verzerrungen können jedoch beim Schnorcheln oder Tauchen mit ungewohnten Perspektiven meist vernachlässigt werden. Zu beachten ist aber, dass aufgrund der höheren Dichte Objekte unter Wasser näher erscheinen. Auch deshalb sind kurze Brennweiten mit hoher Lichtstärke empfehlenswert. Bei Gehäusen mit herausstehender Frontscheibe kann deren Rahmen von starken Weitwinkelobjektiven als Vignettierung ins Bild geraten, ebenso besitzen manche dieser Objektive aufgrund ihres gewölbten vorderen Glaselements kein Filtergewinde, welches einige Gehäuse zur Befestigung nutzen.

## Umgang mit Lichtverhältnissen und Kondenswasser
Als günstigste Tageszeit für die Unterwasserfotografie ohne künstliche Lichtquelle gilt – ganz im Gegensatz zur normalen „Oberflächenfotografie“ – die Mittagszeit zwischen etwa 11 und 14 Uhr, da hier das Licht nahezu senkrecht in das Wasser einfällt.
Durch Temperaturunterschiede zwischen Luft und Wasser kann sich im Unterwassergehäuse Kondenswasser bilden, das sich auf der Objektivlinse niederschlagen oder die Kameraelektronik beschädigen kann. Das Trockenmittel Silicagel (Kieselgel) bindet diese Feuchtigkeit, was an der Verfärbung der Kristalle von blau nach rosa erkennbar ist. Silicagel selbst ist farblos, in der Regel wird jedoch ein entsprechendes Indikatormittel beigesetzt. Silicagel kann durch (behutsame) Trocknung, beispielsweise im Backofen bei etwa 120 bis 150 °C, mehrfach verwendet werden.

## Beispielaufnahmen

Einige Beispiele für Unterwasserfotografien
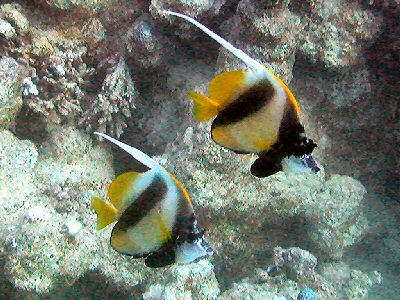
Rotmeer-Wimpelfisch (Heniochus intermedius)
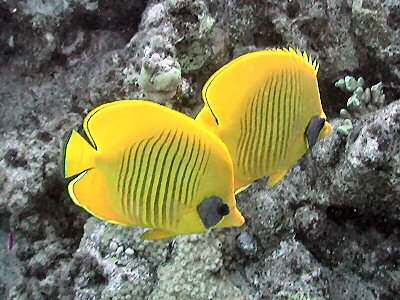
Maskenfalterfisch (Chaetodon semilarvatus)
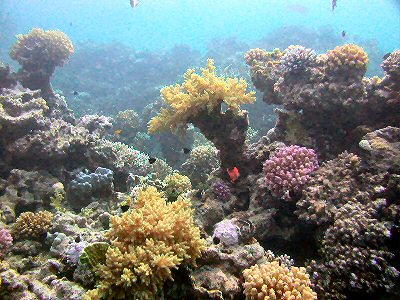
Korallenriff im Roten Meer
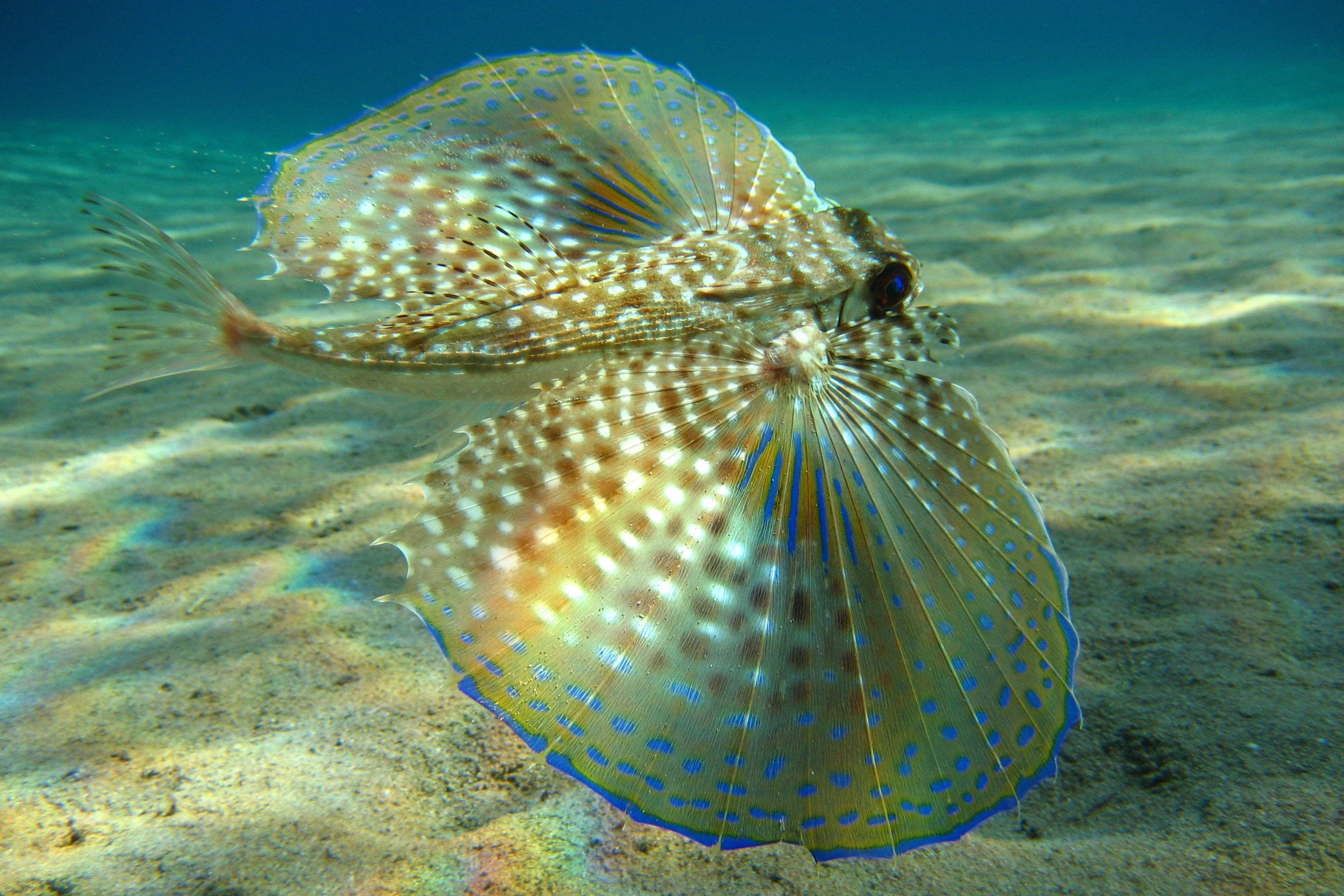
Flughahn (Dactylopterus volitans)
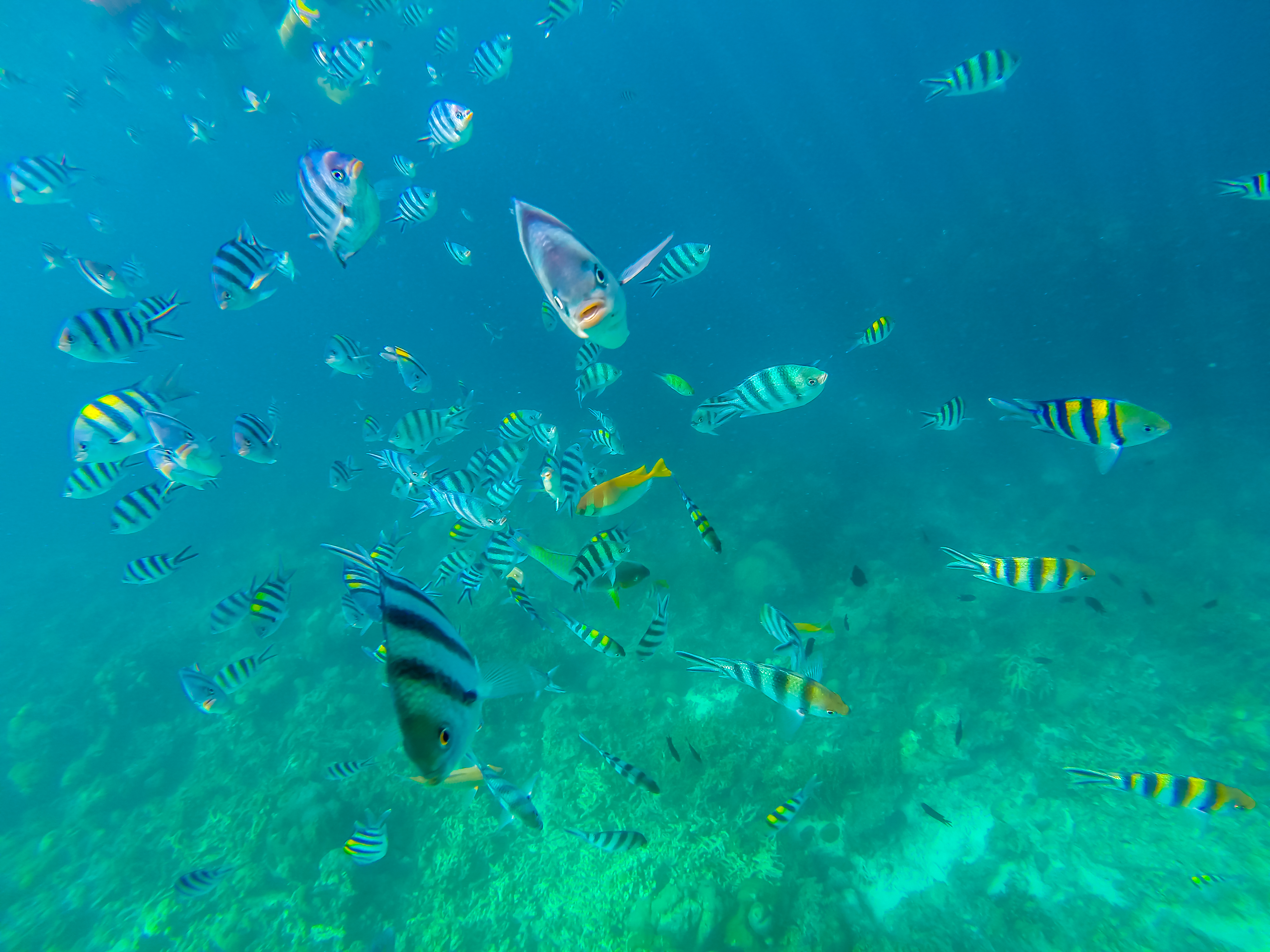
Amateuraufnahme

## Bekannte Fotografen
- Eduardo Acevedo
- René B. Andersen
- François Baelen
- Robert Bailey
- Richard Barnden
- Paolo Bausani
- Tamara Benitez
- Matej Bergoc
- Georges Beuchat
- Adrian Biddle
- Jonathan Bird
- Pedro Carrillo
- Stephano Cerbai
- Stan Chen
- Eric Cheng
- Neville Coleman
- Jacques Cousteau
- John D. Craig
- Ben Cropp
- Bernard Delemotte
- David Doubilet
- Jessica Farrer
- John Christopher Fine
- Dermot FitzGerald
- Rodney Fox
- Ric Frazier
- Tobias Friedrich
- Stephen Frink
- Toni Frissell
- Liang Fu
- Peter Gimbel
- Shane Gross
- Monty Halls
- Hans Hass
- Fabio Iardino
- Paolo Isgro
- Dave Johnson
- Henry Way Kendall
- Ken Kiefer
- Taeyup Kim
- Daniel Knop
- Noam Kortler
- Rudie Kuiter
- Greg Lecoeur
- Ferenc Lorincz
- Joseph B. MacInnis
- Luis Marden
- Adam Martin
- Fabien Michenet Larval
- Agnes Milowka
- Noel Monkman
- Nicholas More
- Steve Parish
- Zale Parry
- Pierre Petit
- Scott Portelli
- Leni Riefenstahl
- Nicholas Samaras
- Peter Scoones
- Brian Skerry
- Wesley C. Skiles
- Enrico Somogyi
- Henley Spiers
- Jenny Stock
- Bruce Sudweeks
- Johan Sundelin
- Philippe Tailliez
- Ron and Valerie Taylor
- Albert Tillman
- Flavio Vailati
- John Veltri
- Paula Vianna
- Stan Waterman
- J. Lamar Worzel
- Claudio Zori